# みぎてやじるし ひだりてはーと
みぎてやじるし ひだりてはーとは、日本の女性アイドルグループである。
今日、好きになりました。の企画で期間限定で活動したグループである。

## 概要
インターネットテレビ局「AbemaTV」の恋愛リアリティーショー『今日、好きになりました。』 の過去の参加者によって結成された、現役女子高校生7人組ガールズユニット。“日本全国の学生たちと最高の思い出を作りたい！”という想いをもとに結成された。メンバー7人全員のSNSフォロワー総数は、約300万人と人気現役女子高校生ガールズユニットとなった。
グループ名が長いため、「やじるーと」の略称で呼ばれることが多い。

## 来歴
2019年7月16日、ユニバーサルミュージックからのメジャーデビューを発表。8月20日にデビュー。
2020年3月11日、初のミニアルバムを発売。また同月末をもってメンバー7人全員がユニットを卒業という名目で、事実上の活動停止を発表。
2020年4月22日、メンバーの重川茉弥が妊娠、婚約を発表。11月の妊娠発覚から発表前日までは仕事の関係上、マネージャーを含む一部の事務所関係者のみに知らせており、また上京時に生活を共にしていたリーダーの仲本愛美は妊娠検査薬の結果を最初に見ており、妊娠を知ってから重川を支え続けている。

## メンバー
| 名前      | よみ              | 愛称     | 誕生日         | 出身地                | 身長  | 血液型 | 現所属事務所 | 備考                                                                                   |
| --------- | ----------------- | -------- | -------------- | --------------------- | ----- | ------ | ------------ | -------------------------------------------------------------------------------------- |
| 重川 茉弥 | しげかわ まや     | まやりん | 2004年1月24日  | 大阪府                | 157cm | A型    | Kimono Girls | ハワイ編出演                                                                           |
| 仲本 愛美 | なかもと まなみ   | まなまな | 2001年12月26日 | 広島県                | 155cm | B型    | Kimono Girls | リーダー 第9弾、14弾出演                                                               |
| 野島 日菜 | のじま ひなた     | ひな     | 2002年1月9日   | 栃木県                | 151cm | A型    | レキシントン | 第7弾出演 恋するフリーク、プラスワン元メンバー。現芸名・愛瀬ひな メタモル!!!メンバー。 |
| 東原 優希 | ひがしはら ゆうき | ゆうき   | 2002年12月8日  | 福岡県 （香川県在住） | 154cm | O型    | Churros      | 第8弾出演                                                                              |
| 平野 柚希 | ひらの ゆずき     | ゆず     | 2002年8月23日  | 大阪府                | 162cm | AB型   |              | 第8弾出演                                                                              |
| 森元 流那 | もりもと るな     | ルナ     | 2002年2月11日  | 大阪府                | 158cm | B型    | Luaaz        | 第10弾出演                                                                             |
| 山田 麗華 | やまだ れいか     | れいたぴ | 2003年1月7日   | 神奈川県              | 153cm | AB型   | SGM          | 第9弾出演 Popteenレギュラーモデル                                                      |

## ディスコグラフィー

### デジタル配信
| # | リリース日     | タイトル                                                                         |
| - | -------------- | -------------------------------------------------------------------------------- |
| 1 | 2019年8月20日  | 恋しちゃおっか？                                                                 |
| 2 | 2019年8月27日  | 青と夏 (カバー : Mrs. GREEN APPLE)                                               |
| 3 | 2019年10月8日  | じょいふる (カバー : いきものがかり)                                             |
| 4 | 2019年11月16日 | メロクラ♡                                                                        |
| 5 | 2020年2月11日  | サヨナラなんか言いたくない                                                       |
| 6 | 2020年3月11日  | ココ☆ナツ (カバー : ももいろクローバーZ) ※アルバム「また、すぐ会えるよね」収録曲 |

### ミニアルバム
- また、すぐ会えるよね（2020年3月11日、ユニバーサルミュージック）
  - シングル全曲収録。

## 出演

### ウェブラジオ
- 放課後 やじる→と（2019年11月8日‐、JFN PARK）[8]

### ウェブテレビ
- JKキングダム（2019年11月11日‐11月25日、AbemaTV）まやりん、ルナ、まなまな、れいたぴのみ出演